# Thelymitra aemula
Thelymitra aemula là một loài thực vật có hoa trong họ Lan. Loài này được Cheeseman miêu tả khoa học đầu tiên năm 1919.